# Proterogyrinus
Proterogyrinus (лат.) — род примитивных рептилиоморф (эмболомеров или антракозавров) из семейства Proterogyrinidae. Жили во времена карбона (326,4—318,1 млн лет назад).
Полуводные хищники, с короткими, но мощными пятипалыми конечностями. Крупная, слегка сжатая с боков голова, относительно короткое тело, мощный плоский хвост. В целом животное напоминало небольшого крокодила или крупную ящерицу. Череп кинетический, как у кистепёрых рыб (подвижность частей черепа друг относительно друга позволяла шире открывать пасть). Крупные «клыки» на нёбе. Барабанной перепонки, по-видимому, нет (стремя очень массивное), хотя на крыше черепа сзади есть вырезки, в которых могли быть брызгальца. Сохранены каналы боковой линии на черепе. Длина тела доходила до 1,5—2,3 метров.
Род описан А. Ромером в 1970 году. Два вида: Proterogyrinus scheeleitypus из Грира в Западной Виргинии и Proterogyrinus pancheni из Лота в Шотландии.
Proterogyrinus вполне достоверно показан в сериале ВВС «Прогулки с монстрами» (2005), где его называют просто "амфибией" (хотя это не вполне корректный термин). Тем не менее, в сериале события происходят в конце карбона, когда Proterogyrinus уже вымер.